# Юрчаково-Пахомовская
Юрчаково-Пахомовская — опустевшая деревня в Ленском районе Архангельской области. Входит в состав Козьминского сельского поселения.

## География
Находится в юго-восточной части Архангельской области на расстоянии приблизительно 3 км на запад-северо-запад по прямой от села Лена

## История
Отмечалась в 1710 году как поселение с 3 дворами. В 1859 году здесь (деревня Яренского уезда Вологодской губернии) было учтено 8 дворов.

## Население
Численность населения: 39 человек (1859 год), 0 как в 2002 году, так и в 2010.